# Cueva de Atxurra
La cueva de Atxurra es una cueva localizada en la localidad vizcaína de Berriatua en el País Vasco, España, notoria por guardar en su interior el mayor santuario rupestre paleolítico de Euskal Herria, y una de las principales colonias de murciélagos cavernícolas de Vizcaya.
Los hallazgos conforman el conjunto parietal más numeroso de Vizcaya, situándose por delante de la cueva de Armintxe y de la cueva de Santimamiñe, Altxerri en Guipúzcoa y Erberua en Baja Navarra (Francia) en cuanto a número de figuras se refiere. Consta de, al menos, 14 sectores decorados con 113 figuras animales, principalmente caballos y bisontes, y en menor medida, cabras, ciervas, renos y uros, realizados con la técnica de grabado y utilizando, en ocasiones, pintura negra, datadas en los periodos magdaleniense medio y superior correspondiente a una antigüedad de entre 12.500 y 14.500 años.
Los grabados de la cueva de Atxurra y su yacimiento arqueológico asociado forman parte de los descubrimientos realizados en los últimos años en el País Vasco que completa, con numerosos descubrimientos, el número de yacimientos con pinturas rupestres que se conocía y no correspondía con la abundancia de los hallados en otras áreas vecinas, lo que se había denominado "el vacío vasco", realizando una vinculación cultural con el resto de la región cantábrica y la vertiente noroccidental de los Pirineos. 

## Toponimia
Como sucede con muchas cavidades sin topónimo propio, la denominación de la gruta ha variado a lo largo de los años: en las primeras publicaciones la encontramos referenciada como “Cueva de las Errecas” (Adán de Yarza 1892, Puig y Larraz 1896, Gálvez Cañero 1913), “Cueva de Amoroto” (Irurroarizaga 1882, anónimo 1882), “Cueva de Berriatúa” (Harlé 1909, Harlé 1911, Harlé 1912), así como el nombre más extendido en la actualidad “Atxurra" (Enciso 1882, Martínez de la Escalera 1899, Jeannel 1911), y que corresponde al del caserío más cercano.
Aun así, en la literatura paleontológica y arqueológica encontraremos frecuentemente el nombre “Armiña” para designar a un sector de la cueva de Atxurra. Por motivos que se desconocen, en torno a 1917 José Miguel Barandiarán comenzó a usar este topónimo, correspondiente a otro caserío algo más lejano, para referirse a la galería o piso inferior de la caverna. A partir de entonces, esta doble denominación viene siendo profusamente utilizada en la literatura paleontológica y arqueológica; no así fuera de ella, donde habitualmente se designa al conjunto de la cavidad como Atxurra, incluso en el ámbito arqueológico informal.
Esta precisión debe ser tenida en cuenta a la hora de consultar fuentes documentales, ya que estas referencias de Armiña pueden tomarse erróneamente por otra gruta diferente (entre los dos caseríos mencionados existen al menos cinco cuevas con este nombre), cuando en realidad se trata del nivel inferior de la misma cavidad. Esto ya ha sido motivo de confusión en diversas publicaciones, y por ello se ha propuesto dejar de usar el nombre Armiña para este sector, pasando a designarlo más precisamente como “galería inferior de Atxurra”.

## Ubicación y geografía

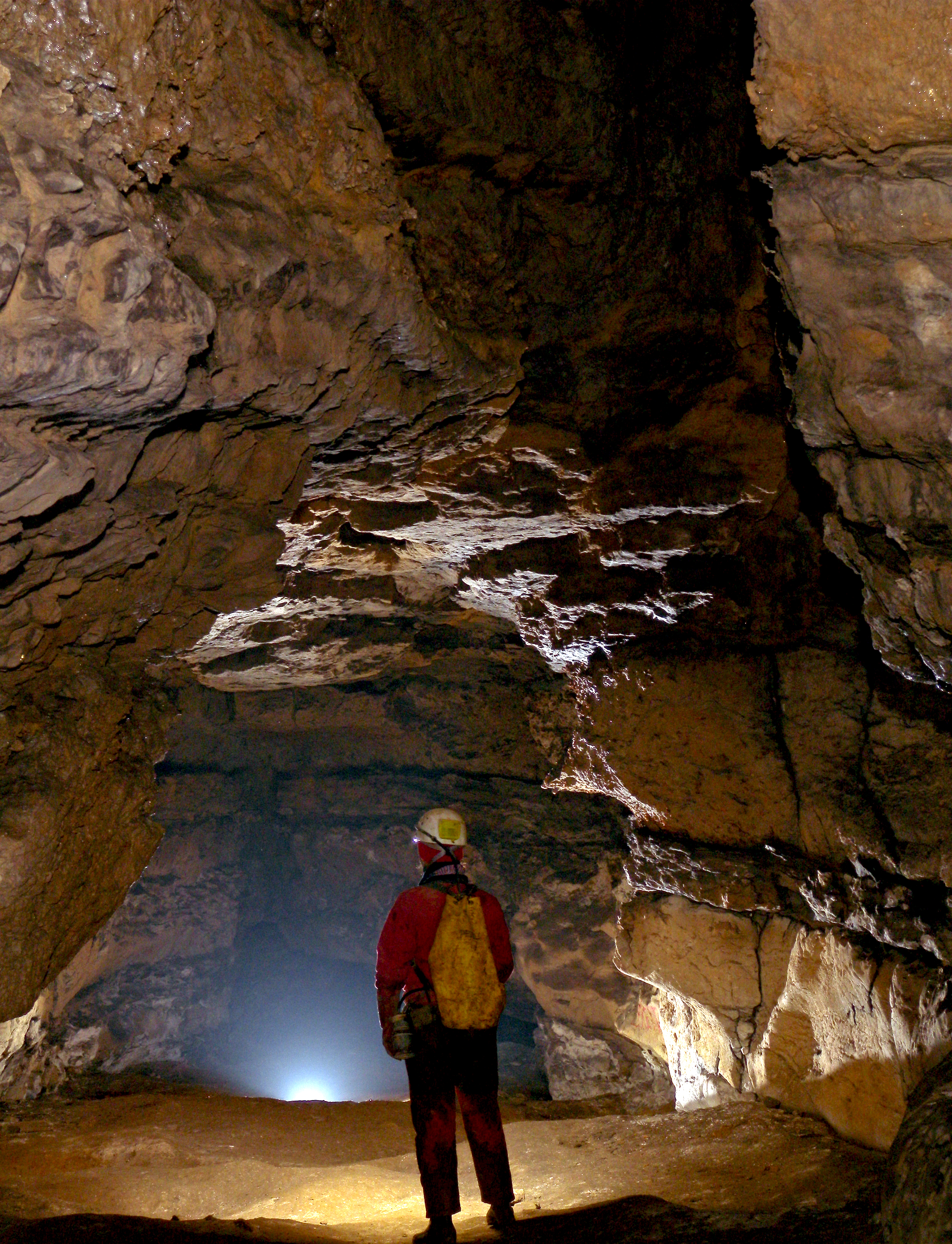
Primer tramo del piso superior; obsérvese la morfología clástica de la galería

La cueva de Atxurra se sitúa en el término municipal de Berriatua pero muy cerca de la localidad de Lequeitio en la cuenca del río Lea. Se encuentra en el sector este del pequeño karst de Mereludi, a los pies de las cumbres denominadas Atxarre (267 m) y Gaztelukoatxa (183 m), formando parte de su sistema de drenaje hídrico. En una configuración homóloga a la del resto de cavidades de la zona, Atxurra está abierta en roca caliza urgoniana del Cretácico Inferior. Sus fracturas discurren en dos direcciones principales: este-oeste y sureste-noroeste. Esto determina que la zona principal de carga de este karst se halle en el este, dentro del poljé o valle cerrado de Mereludi, por donde discurren dos corrientes de agua principales: una desemboca en el sumidero de Kurutzerreka y la otra se precipita en la sima de Zubitxuta, en las cercanías del caserío Elizburu. Estas aguas configuran un trayecto subterráneo, desconocido aún en su mayor parte, que transcurre por el subsuelo hasta las zonas de descarga principal, que son la cueva de las Lamiñas y la surgencia de Arrakala, presuntamente la desembocadura del sector activo de la cueva de Atxurra. Ambas surgencias desembocan en el río denominado Zulueta.

## Historia de las investigaciones

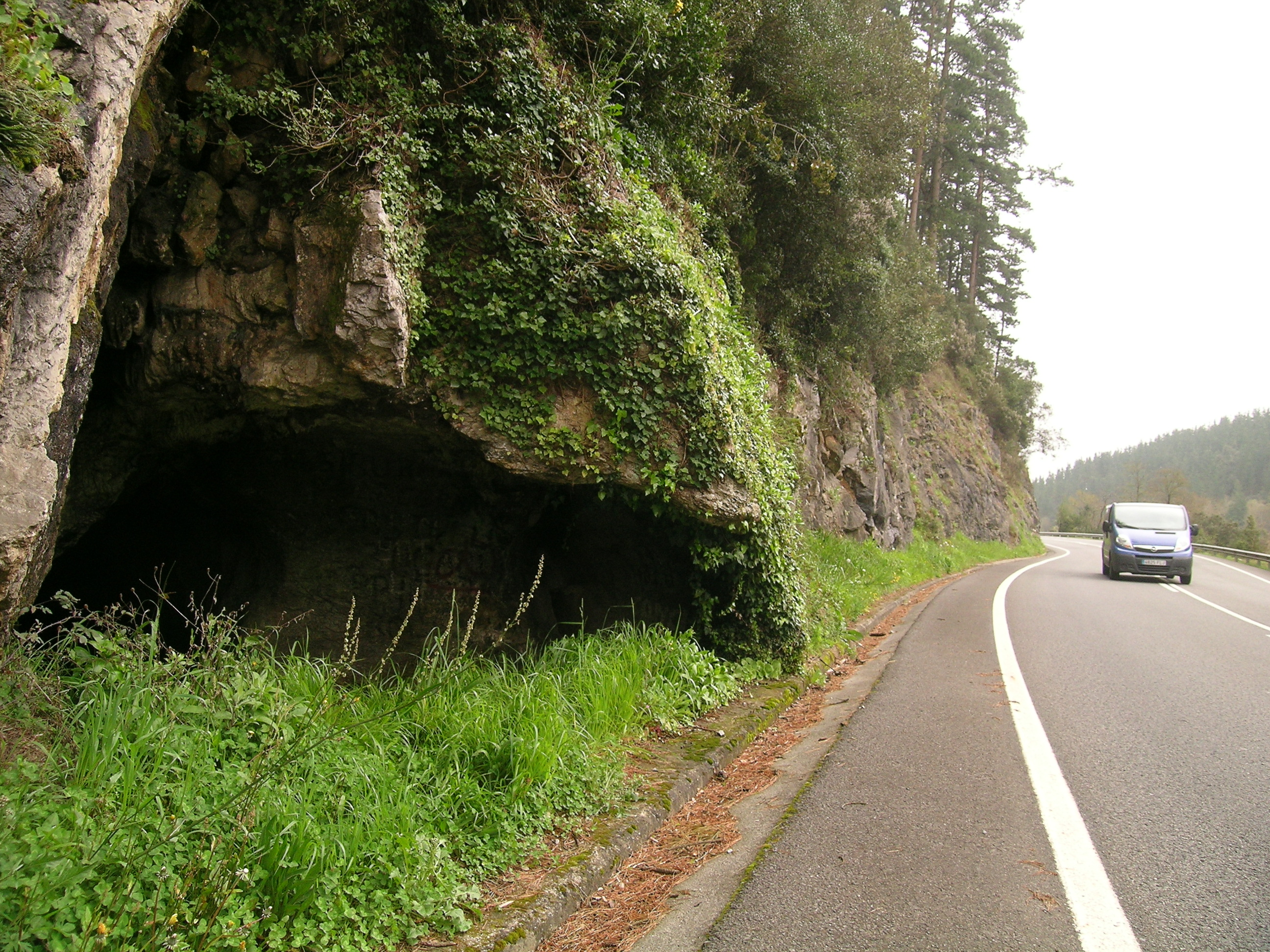
Boca inferior de la cavidad, abierta artificialmente en 1882

A pesar de que la entrada superior era conocida desde antaño, la cueva de Atxurra adquirió notoriedad en 1882, cuando en las obras de la nueva carretera desde Lequeitio a Marquina-Jeméin, una voladura dejó al descubierto la boca inferior. La espectacularidad de sus espeleotemas y la facilidad de acceso motivaron que la afluencia de visitas fuera masiva, y las crónicas de la época ya señalaron su rápido expolio y deterioro.
La primera referencia científica es de una visita girada por los geólogos Ramón Adán de Yarza y José María Solano Eulate en 1882. En ella recogieron muestras paleontológicas, datos hidrogeológicos y barométricos y fue la primera de la larga serie de estudios de las ciencias del karst que, prácticamente sin interrupción, han venido desarrollándose desde entonces:
- En 1892 fue visitada por el bioespeleólogo Manuel Martínez de la Escalera, quien recogió muestras de su fauna.[17]
- A principios del siglo XX, el ingeniero de minas Augusto Gálvez Cañero realizó una serie de catas en el piso inferior, recogiendo diversos restos paleontológicos[29] y arqueológicos.[30]
- José Miguel Barandiaran la visitó en varias ocasiones a partir de 1919; recogió varios restos en las galerías inferiores y en 1929 identificó un yacimiento arqueológico en la entrada superior, que excavaría entre 1934 y 1935.[26]
- En 1958 el Grupo Espeleológico Vizcaíno realizó una reexploración de la cavidad.[31]
- En torno a 1972 Jesús Altuna llevó a cabo una cata en las galerías inferiores, recogiendo diversos restos paleontológicos.[32]
- En la década de los 90, la Sociedad de Ciencias Aranzadi investigó su población de murciélagos.[22]
- En 2009 el grupo de espeleología ADES comenzó una nueva revisión de la cavidad.[33]
- En 2013, a iniciativa del Grupo de Investigación de Quirópteros de la Universidad del País Vasco, se cerró la entrada inferior de Atxurra para proteger la colonia de murciélagos.[2]
- En el año 2014, el equipo de los arqueólogos Diego Garate y Joseba Ríos-Garaizar comenzó una revisión arqueológica de Atxurra, durante la cual, con la colaboración de espeleólogos del ADES, se hallaron los primeros grabados.[34]

A raíz de este último hallazgo, la Diputación Foral de Vizcaya instaló cierres adicionales en todas las entradas de la cueva de Atxurra y planificó un estudio a cinco años vista, centrado en la arqueología y especialidades directamente relacionadas (geología, paleontología, etc.), suspendiéndose otras líneas de investigación en curso (biología y exploración espeleológica).

## Descripción de la cavidad

Topografía provisional de 2011 (clic para ampliar imagen)

Con una espeleometría provisional de 1085 metros, Atxurra es la segunda cueva más larga de entre las 20 actualmente catalogadas en el karst de Mereludi, por detrás del Sistema de las Lamiñas. Cuenta con dos entradas principales, una al nivel de la carretera y otra más pequeña siete metros por encima. La entrada inferior, de gran envergadura (5 x 7 m de sección), da acceso a una galería de similares dimensiones, de morfología freática, que se adentra en el macizo principalmente en sentido SE, con pequeños quiebros en dirección NE-SO, dos de los cuales abren sendos pasos de acceso al piso superior, el primero de ellos a pocos metros de la entrada. Tras un recorrido de unos 300 metros, este piso inferior se estrecha para desembocar finalmente en una amplia sala circular (el “Circo” de las crónicas) donde, a través de una amplia abertura originada por un desplome, ambos pisos se comunican.

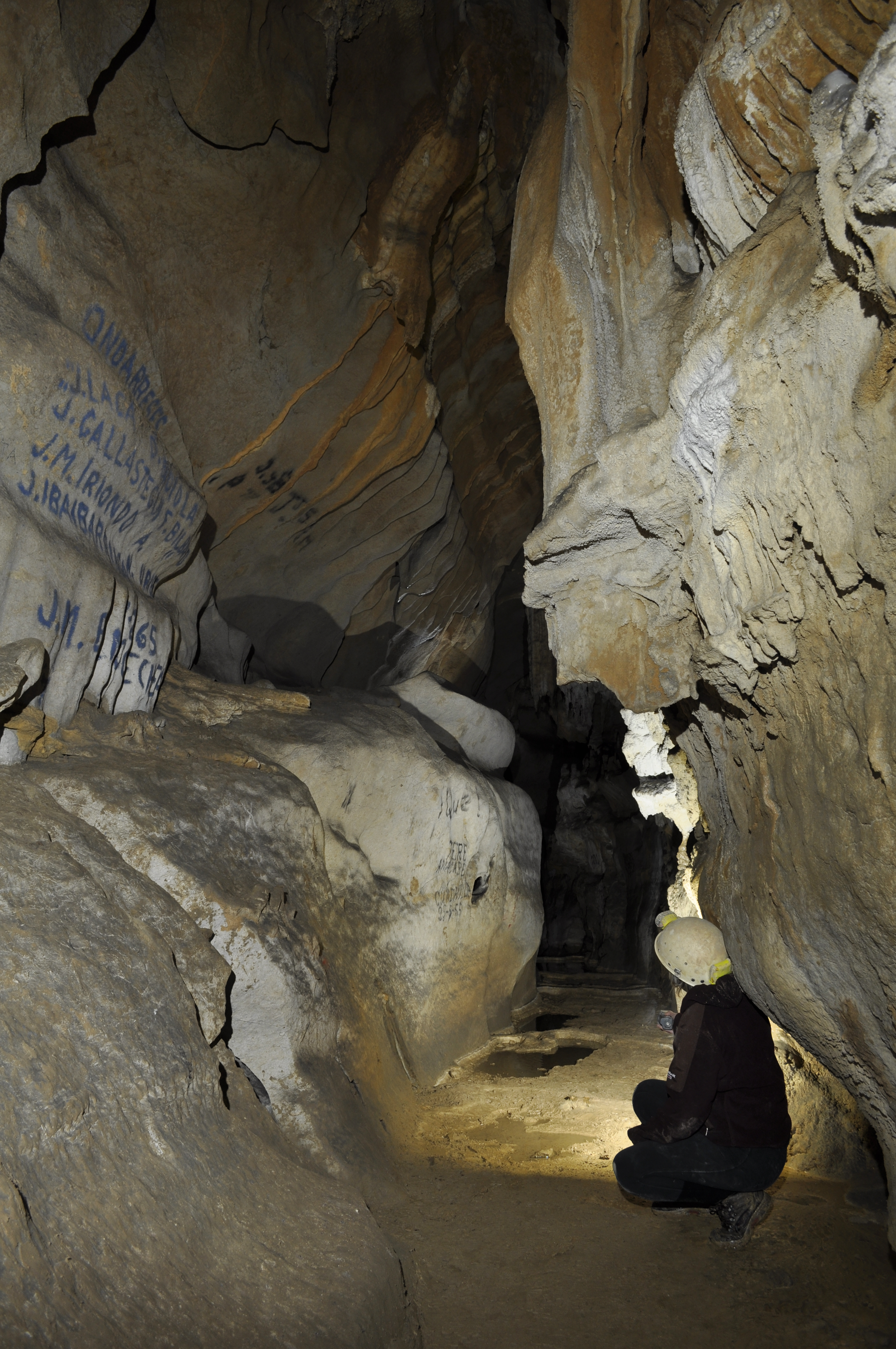
Grafitis a pocos centímetros de la "cornisa de los caballos"

La galería superior presenta una entrada exterior natural de 1,5 x 2,5 m (la única que existía hasta la apertura artificial de la boca inferior en 1882). Comienza por una sucesión laberíntica de pequeñas salas en la zona del primer acceso que sube desde la galería inferior; tras una serie de pasos estrechos y laminadores bajos, se llega a una galería de mayores dimensiones, algo más sinuosa que la del piso inferior, pero que conserva la dirección general SE. La morfología de esta galería es clástica, apreciándose fácilmente las direcciones de fractura y los huecos dejados por los grandes bloques desprendidos desde el techo, y que dejan ver varios lugares en los que es posible realizar escaladas a niveles superiores, actualmente inexplorados. Tras un recorrido de unos 350 metros, encontramos a la izquierda el segundo acceso que sube desde el “Circo” del piso inferior; a partir de ese punto la morfología cambia, recuperando las características de una cavidad abierta en una primera fase por la corriente de agua (meandros, marmitas, divertículos, etc.) y mineralizada después por los aportes de calcita en disolución. Avanzando unos 200 metros de recorrido a través de esta galería alta y estrecha, se atraviesan meandros y gours semiinundados y se encuentra el sector donde está el arte rupestre; siguiendo adelante llegamos a una estrechez que puede salvarse por una gatera o un paso elevado, tras lo cual el recorrido prosigue durante otros 200 m. En este tramo se abre una pequeña galería a la izquierda, de entrada doble, con un estrecho acceso a un nivel inferior semiactivo y que, tras unos 20 metros, finaliza en una pequeña sala en la parte inferior de un caos de bloques compactado. En este sector la presencia de agua es cada vez mayor, con aportes que caen desde huecos colgados (sin explorar) y la existencia de una gran poza inundable temporalmente, en un sector donde la galería toma la forma de un gran cañón de 17 metros de altura. El recorrido conocido actualmente finaliza en un estrecho meandro, donde es imposible seguir progresando horizontalmente.
En 2009 el grupo de espeleología ADES de Guernica y Luno comenzó la reexploración de la cavidad; se realizó un levantamiento topográfico provisional y se identificaron varias incógnitas a explorar, trabajos que quedaron interrumpidos en 2015 a raíz del descubrimiento del arte rupestre.
A lo largo de la cavidad llama la atención la ausencia de estalactitas y estalagmitas. Pese a que en las crónicas se detalla que existían en gran cantidad, el vandalismo las hizo desaparecer prácticamente desde el momento de su descubrimiento; efecto agravado durante los 133 años que ha permanecido abierta. Los únicos espeleotemas que se conservan son las columnas más grandes y las coladas, donde, no obstante, se han venido realizando miles de pintadas desde 1882, muchas de ellas sobre las mismas obras de arte rupestre paleolítico.

## Arqueología

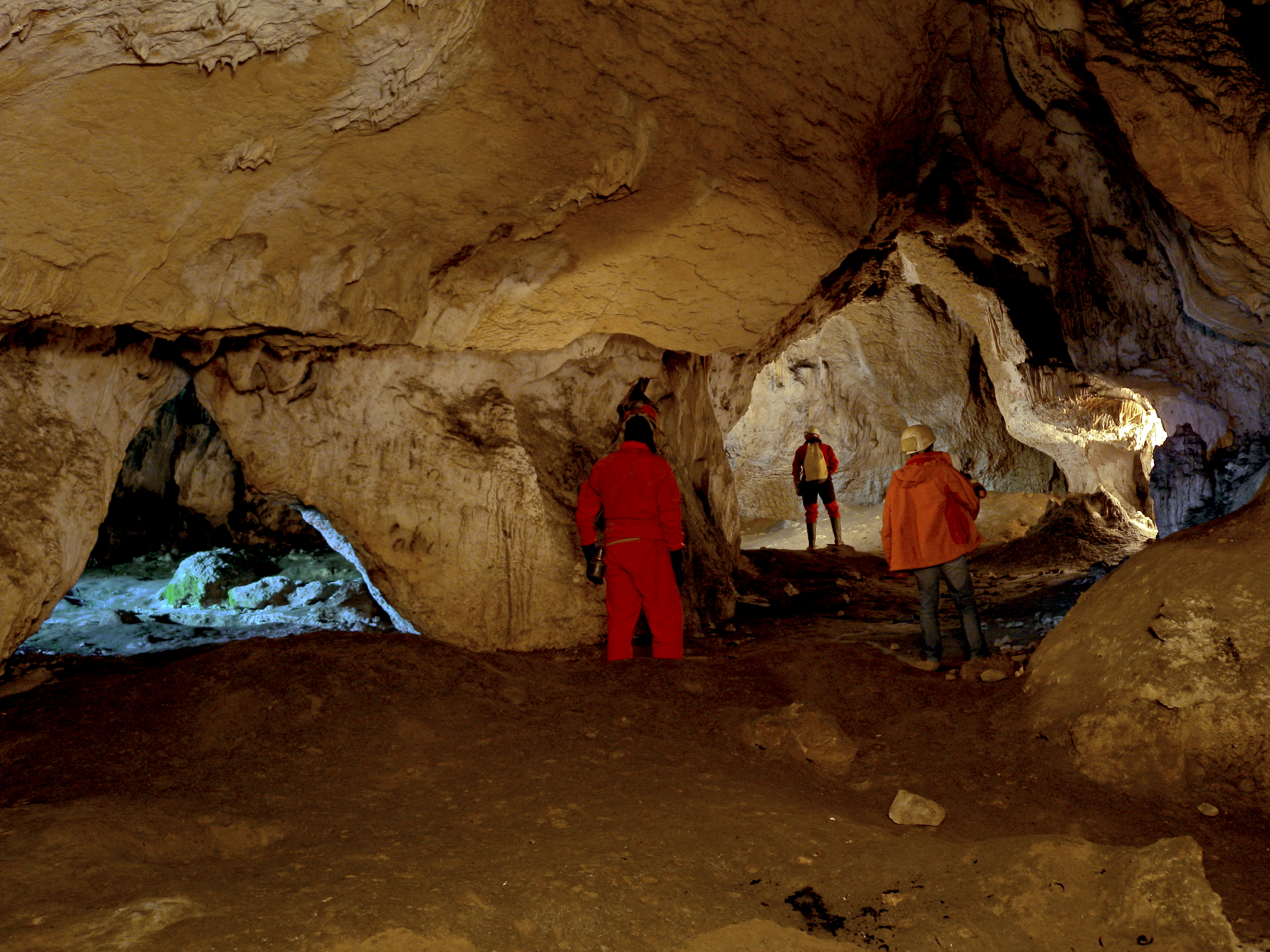
Entrada de la galería inferior

Actualmente se sabe que la cueva de Atxurra fue habitada por grupos humanos de manera casi continua desde hace unos 29.000 años hasta hace unos 12.400 años, desarrollando actividades cotidianas de subsistencia, con numerosos restos relacionados con el procesado y consumo de animales, fundamentalmente cabras y ciervos.
Gálvez Cañero en 1912 ya mencionaba los restos magdalenienses aparecidos en sus catas de principios del siglo XX en las galerías inferiores. Durante sus trabajos de 1926, Barandiaran inspeccionó dichas catas, recogiendo dos nuevas láminas de pedernal. Fue también éste quien identificó el yacimiento de la entrada superior en 1929, que excavó en 1934 y 1935 junto con Telesforo Aranzadi, localizando 4 niveles de ocupación humana, con una secuencia crono-cultural de Solutrense, Magdaleniense V-VI, Aziliense y Eneolítico Bronce.
En el año 2014, el equipo de Garate y Ríos-Garaizar comenzó una revisión arqueológica de la cueva de Atxurra. Ese año y el siguiente, en la zona estudiada por Barandiaran en la entrada superior, documentaron una ocupación desde el Gravetiense hasta el Magdaleniense (característica única en la cuenca del río Lea), con algunos niveles muy ricos en fauna, industria lítica e industria ósea; en las galerías inferiores, se hallaron restos de ocupaciones humanas de corta duración, atribuibles a expediciones puntuales de la época Magdaleniense, que se adentraron en la cueva con objetivo desconocido (los datos morfo-topográficos apuntan a que la entrada inferior no existía en aquella época). Fue durante estos trabajos cuando se encontraron las primeras muestras de arte rupestre paleolítico en 2015, actualmente en investigación junto con los otros yacimientos de la cueva de Atxurra.

## Arte rupestre

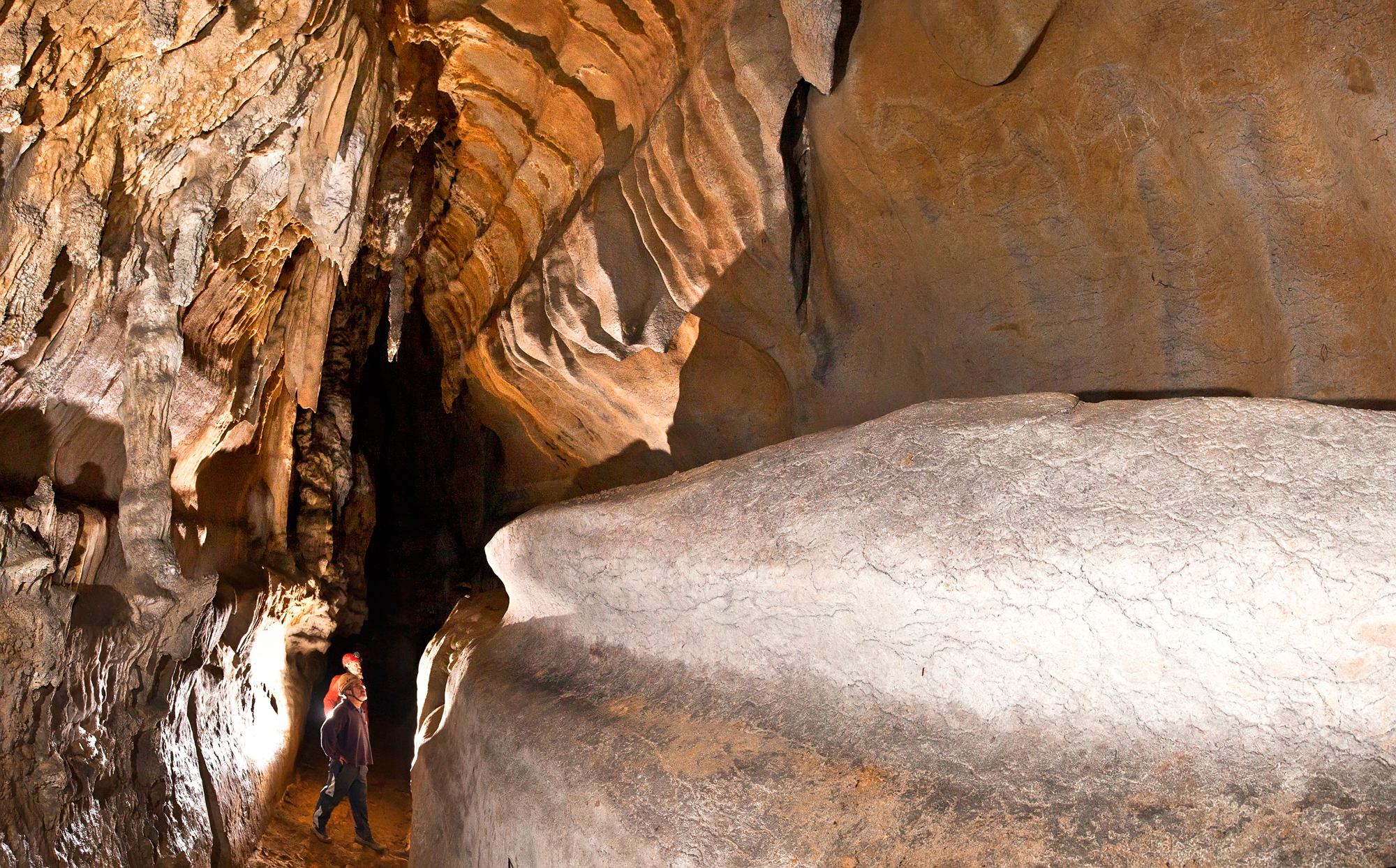
En el cuadrante superior derecha, los caballos avistados en 2009

### Antecedentes
Hasta fechas muy recientes se hablaba del “vacío vasco” del arte rupestre, en referencia a los pocos yacimientos que existían en esta zona en comparación con el resto de la región cantábrica y la vertiente noroccidental de los Pirineos. Hoy en día se sabe que este vacío no era tal, y que el problema radicaba en el procedimiento de investigación: los arqueólogos que podían identificar el arte no se adentraban lo suficiente en las cuevas; y los espeleólogos que se adentraban en las cuevas, carecían de la preparación necesaria para identificar el arte. Valga para ilustrar esta situación el hecho de que en 2009, mientras levantaban la topografía de Atxurra, dos miembros del grupo de espeleología ADES ya vieron uno de los caballos de las cornisas; pero no le dieron importancia al tomarlo por uno de los miles de grafitis modernos que existen en la cueva.
La situación cambió en la segunda década del siglo XXI, cuando el equipo de los arqueólogos Garate y Ríos-Garaizar comenzó a revisar diversos yacimientos de Euskal Herria. En este contexto se comprobó que existían pinturas y grabados en cuevas que habían pasado desapercibidas hasta el momento (Askondo, Lumentxa, Morgota, etc.) y que era necesario revisar los yacimientos en cueva desde esta nueva perspectiva. En esta situación, la Diputación Foral de Vizcaya promovió una iniciativa para estrechar la colaboración entre arqueólogos y espeleólogos: en febrero de 2015, junto con la Unión de Espeleólogos Vascos, organizó en Bilbao la primera Jornada de “Espeleología y Patrimonio Cultural”, en la que los arqueólogos enseñaron a los espeleólogos a identificar arte rupestre en las cavernas.

### Descubrimiento del arte rupestre

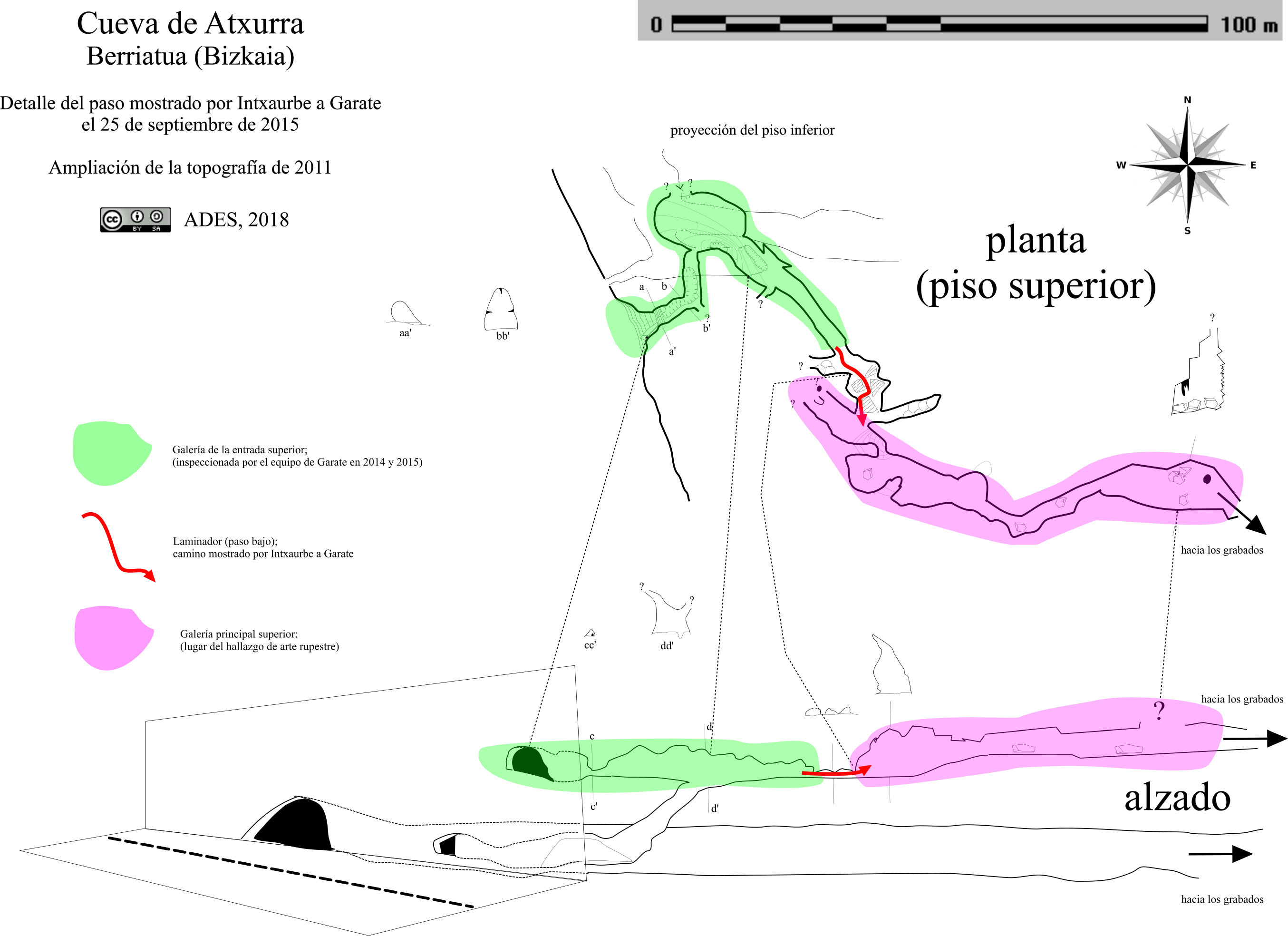
Detalle del trayecto seguido por Intxaurbe y Garate el día del descubrimiento (modificado a partir de la topografía de 2011)

Como se ha mencionado más arriba, el equipo de Garate y Ríos-Garaizar venía trabajando en Atxurra desde 2014; durante estas labores habían examinado las paredes de la galería superior, sin encontrar vestigios de arte rupestre. No obstante, un miembro del grupo de espeleología ADES (que participaba en labores de apoyo) reparó en que los arqueólogos solo habían examinado los primeros metros de la caverna y que desconocían el paso para acceder a la galería principal interior. Así, el 25 de septiembre de 2015, dicho espeleólogo (Iñaki Intxaurbe) guio a Diego Garate a través de ese paso. Una vez en la galería principal, y tras transitar por ella algo más de 200 metros, Intxaurbe identificó el primero de los grabados en una sala lateral elevada, y durante las siguientes tres horas inspeccionaron la zona hallando entre ambos varias decenas más. Ante la importancia del hallazgo, dieron parte a la autoridad competente en materia arqueológica (Departamento de Euskera y Cultura de la Diputación Foral de Vizcaya), para catalogar y proteger el conjunto de arte rupestre, y planificar su investigación.

### Descripción del yacimiento
La cueva de Atxurra guarda en su interior el mayor santuario rupestre paleolítico de Euskadi, siendo el conjunto parietal más numeroso de Vizcaya, situándose por delante de la cueva de Armintxe y de la cueva de Santimamiñe, en cuanto a número de figuras se refiere, y siendo asimismo el mayor conjunto de Euskal Herria, por delante de Altxerri en Guipúzcoa y Erberua en Baja Navarra (Francia). Pese a estar aún en estudio, ya es considerado un yacimiento de referencia a nivel internacional.
Consta de, al menos, 113 figuras animales distribuidas en 14 sectores, el primero de los cuales, bautizado como la "sala de los bisontes", se halla a 235 metros de la entrada y al que se llega a través de un paso elevado. A 330 metros de la entrada existe otro espacio con numerosos grabados en una repisa de 11 metros de largo situada a 4 metros del suelo, al que han denominado la "plataforma de los caballos", y en la que han encontrado más de 40 figuras de animales, predominantemente equinos.
Aunque las representaciones más numerosas son las de bóvidos y equinos, se han hallado también grabados de otros animales existentes en la zona y de los que presumiblemente se alimentaban sus moradores, como cabras, uros y ciervos, y una figura misteriosa y difícil de caracterizar (combina características de oso y reno).
La técnica casi exclusiva es el grabado en distintas variantes (raspado, incisión fina, incisión profunda, etc.), a veces combinado con pintura negra, muy mal conservada. En algunos puntos se observan manchas de frotado en color rojo. En cuanto al estilo, todas las figuras muestran una notable coherencia interna que se puede atribuir, sin reservas, a momentos finales del Paleolítico Superior y en concreto al periodo cultural Magdaleniense medio/superior, datado hace unos 14.500-12.500 años. Sobre el tamaño, hay desde figuras de grandes dimensiones (dos caballos) hasta figuras de pequeño tamaño, en ocasiones superpuestas unas a otras realizadas unas en el interior de otras.
Las convenciones estilísticas de las distintas especies animales son recurrentes, como la utilización de la perspectiva para representar los cuernos y las extremidades inferiores (aunque también hay figuras de cabras en visión frontal), indicaciones de pelaje y detalles anatómicos internos, raspados internos a modo de despiece, etc. Destaca la representación de animales abatidos con proyectiles, sobresaliendo entre ellos un bisonte con una veintena de proyectiles en su interior (un hecho insólito hasta ahora en todo el arte parietal europeo).
La ubicación en zonas altas ha permitido que se hayan conservado muy bien los suelos, que en las primeras catas han arrojado muchos elementos arqueológicos de interés, que aportan una información única sobre el proceso artístico de las sociedades paleolíticas. Por un lado, el utillaje de sílex recuperado permite conocer las herramientas utilizadas por los/as artistas para crear sus obras de arte: de dónde extrajeron la materia prima, cómo confeccionaron los útiles y cómo los aplicaron contra las paredes para grabarlas. Por ello se considera que Atxurra alberga a la vez las obras realizadas y el taller de los artistas que las hicieron. Esto es así, porque la cueva contiene también los materiales e instrumentos que usaron para los grabados, como buriles y láminas de sílex.
Por otro lado, el medio millar de restos carbonosos, localizados en la cavidad y analizados en laboratorio, nos ofrece una idea de la iluminación utilizada por las y los artistas tanto para penetrar en el interior de la cavidad, como para realizar las propias obras de arte y, como no, para contemplarlas. En este sentido, en la "plataforma de los caballos" se han localizado 4 puntos de iluminación compuestos por hogares de combustión de enebro y roble, mientras que en la "sala de los bisontes" se ha localizado una lámpara móvil compuesta por un canto de arenisca vaciado en una de sus caras para el depósito de combustible. Asimismo, numerosos restos de carbón dispersos han sido registrados en las estancias decoradas que nos indican el uso de antorchas de madera también como recurso lumínico móvil. Es decir, se identifican al menos tres sistemas de iluminación relacionados con la creación y contemplación del arte, a lo que se suman los carbones dispersos en lo que sería un proceso complejo y muy planificado de decoración de la cavidad.

## Paleontología

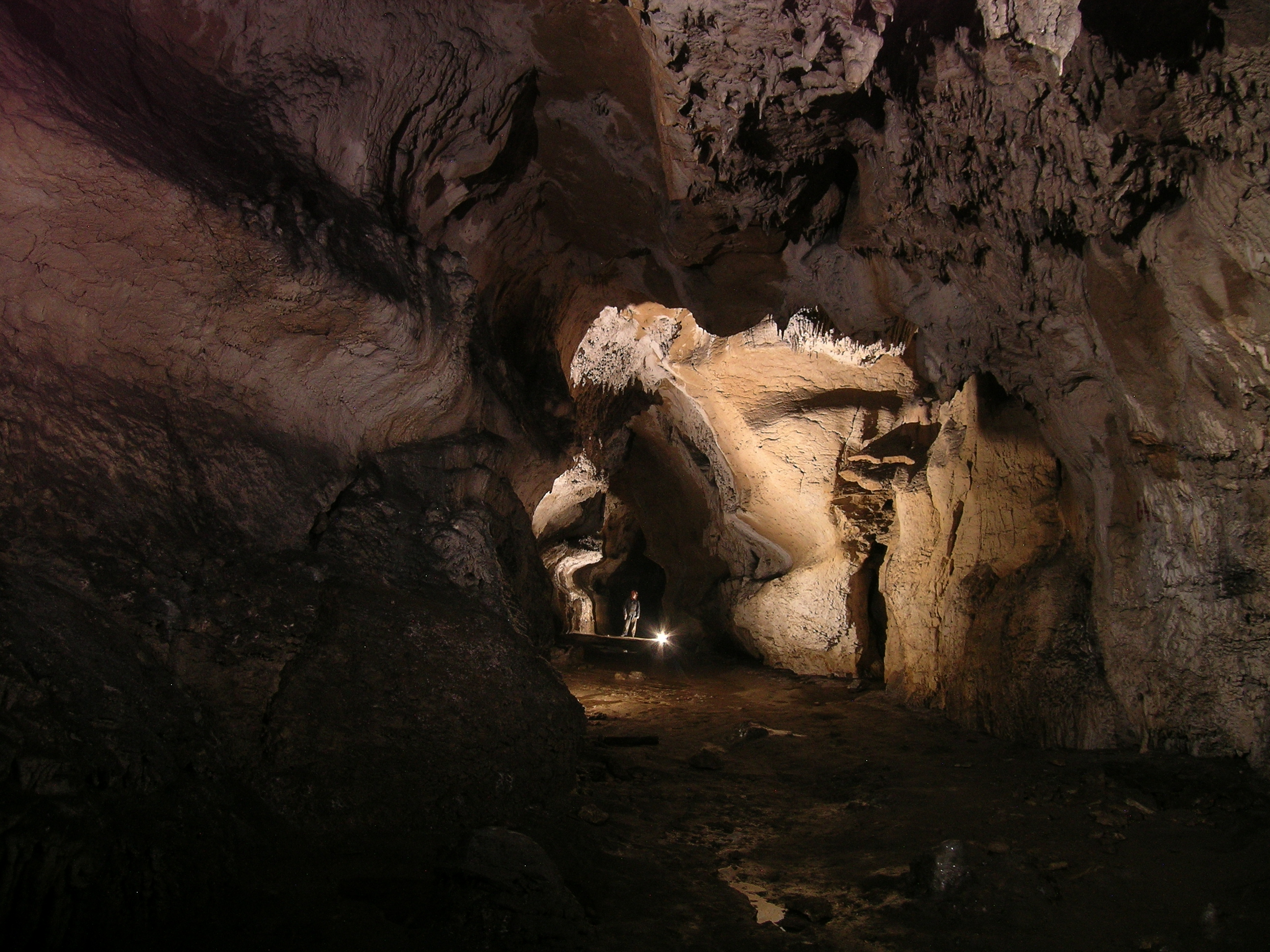
Galería principal en el piso inferior de la cavidad

En 1882 Adán de Yarza y Solano recogieron varios restos óseos (entre ellos de oso de las cavernas) en la zona de la confluencia más interna entre los dos pisos. En la excavación efectuada a principios del siglo XX en las galerías inferiores, Gálvez Cañero también halló diversos restos paleontológicos y los depositó en el Museo de Ciencias Naturales de Madrid. Fue estudiando estas muestras cuando Edouard Harlé identificó restos de reno (por primera vez en la provincia de Vizcaya), y un 5.º metacarpiano de oso de las cavernas. En 1926 Barandiaran identificó nuevos huesos de oso en el mismo nivel. En torno a 1972 Altuna realizó una cata en estas galerías inferiores, hallando numerosos restos de oso de las cavernas, un fragmento de húmero de ciervo, una primera falange de rebeco, un diente de zorro rojo y otro diente de tejón.

## Biología

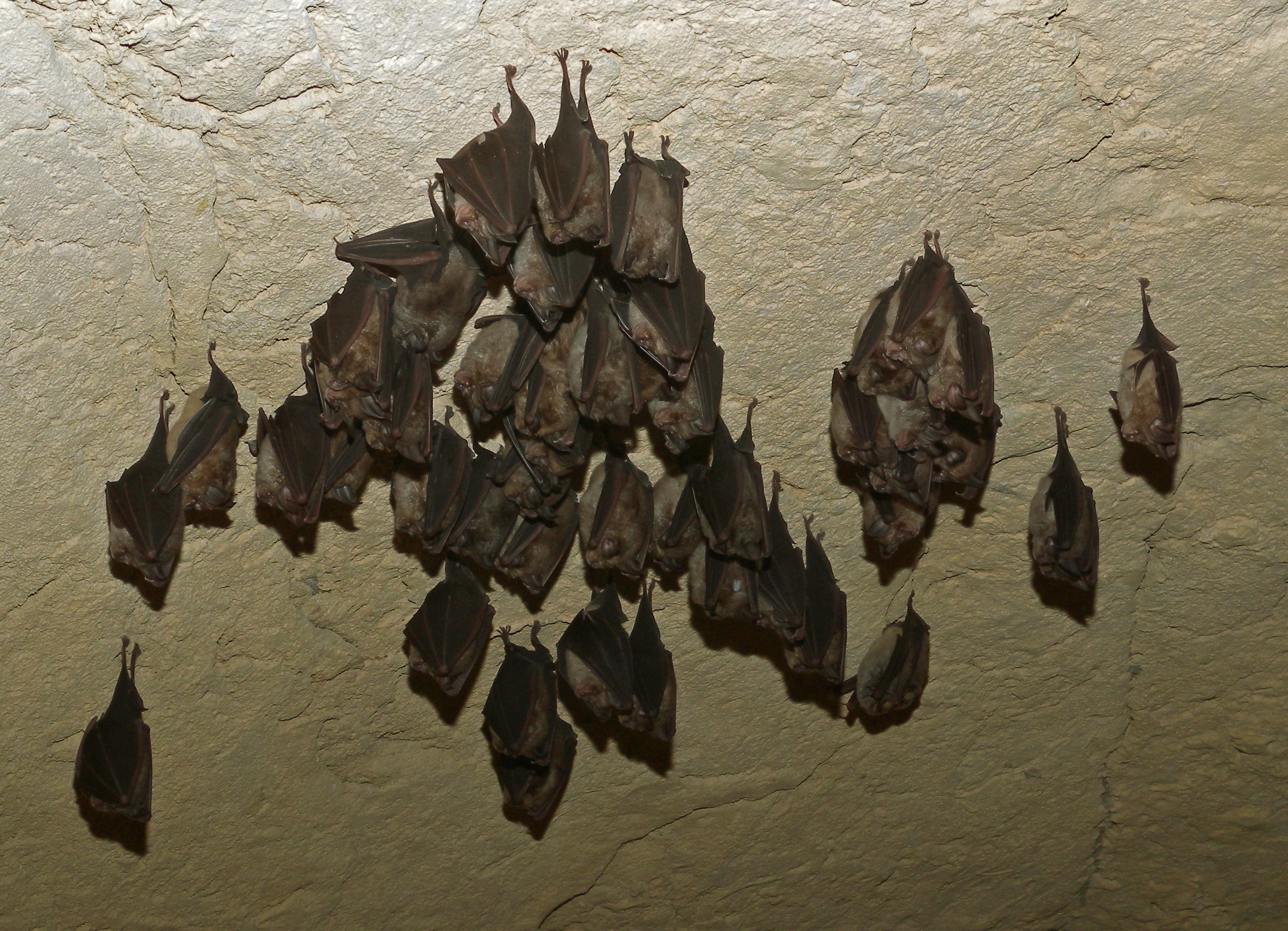
Murciélagos en Atxurra

Martínez de la Escalera visitó la caverna en 1892 en el marco de sus muestreos en diversas cuevas de Vizcaya; entre Lumentxa y Atxurra recogió 300 ejemplares del coleóptero Bathyscia cantabrica, que posteriormente ha sido citado de nuevo como Speocharis noltei. Otras especies que se han encontrado son los arácnidos Chorizomma subterránea, Ischyropsalis hellwigi ssp. lucantei, Meta menardi, Ischyropsalis superba y Nemastoma bacilliferum, y el parásito de quirópteros Nycteribia biarticulata.
Otra investigación bioespeleológica fue realizada por el propio José Miguel Barandiaran, quien a partir de 1929 y durante cinco años registró la muerte natural de 58 caracoles Helix nemoralis en una superficie de un metro cuadrado del suelo de la entrada superior de la cueva, demostrando así que los acúmulos de conchas de este gasterópodo que se hallan en los yacimientos no se deben siempre al consumo humano.
En cuanto a los murciélagos, en 1968 el Grupo Espeleológico Vizcaíno citó en Atxurra las especies Rhinolophus ferrumequinum y Rhinolophus euryale. En la década de los 90 investigó su población de quirópteros la Sociedad de Ciencias Aranzadi. En la década de 2010, tras ser informado por el ADES de la existencia en la gruta de una de las mayores colonias de murciélagos de la comarca, el Grupo de Investigación de Quirópteros de la Universidad del País Vasco comenzó a vigilarla, detectando en ella varias especies en alto riesgo de extinción; por ello solicitó el cierre de la cavidad a la autoridad competente en materia biológica (Departamento de Medio Ambiente del Gobierno Vasco), quien procedió a clausurar la entrada inferior en 2013. Desde entonces la población de murciélagos de Atxurra ha venido siendo monitorizada sistemáticamente, hasta 2018 en que se ha interrumpido esta línea de investigación por la descoordinación entre los equipos que estudian la cavidad. Asimismo, está pendiente de evaluación el efecto que los nuevos cierres, instalados por la Diputación Foral de Vizcaya para proteger los grabados, están teniendo sobre la colonia de murciélagos.